# Ын Чинь Хань
Ын Чинь Хань (англ. Ng Chin Han, кит. трад. 黃經漢, упр. 黄经汉, пиньинь Huáng Jīnghàn, палл. Хуан Цзинхань; род. 27 ноября 1969), более известный как Чинь Хань — сингапурский актёр. Чинь Хань снялся в таких фильмах, как «Тёмный рыцарь» (2008),  «Заражение» (2011), «2012» (2009) и других. Также снялся в телесериале «Марко Поло» (2014—2016).

## Фильмография

### Фильмы
| Год  | Название на русском             | Название на английском              | Роль                         | Примечания |
| ---- | ------------------------------- | ----------------------------------- | ---------------------------- | ---------- |
| 1998 | Ослепление                      | Blindness                           | Дэниел Хон                   |            |
| 2005 | Три иглы                        | 3 Needles                           | солдат Хуан                  |            |
| 2008 | Тёмный рыцарь                   | The Dark Knight                     | китайский бизнесмен Лао      |            |
| 2009 | 2012                            | 2012                                | Теньцзинь                    |            |
| 2011 | Не сдавайся                     | Restless                            | доктор Ли                    |            |
| 2011 | Заражение                       | Contagion                           | Сун Фен                      |            |
| 2013 | Шестой пистолет                 | The Sixth Gun                       | Чоу                          | ТВ фильм   |
| 2013 | Окончательный рецепт            | Final Recipe                        | Дэвид Чан                    |            |
| 2014 | Первый мститель: Другая война   | Captain America: The Winter Soldier | член Совета безопасности Йен |            |
| 2016 | День независимости: Возрождение | Independence Day: Resurgence        | коммандер Цзян               | [ 4 ]      |
| 2017 | Призрак в доспехах              | Ghost in the Shell                  | Тогуса                       |            |
| 2018 | Небоскрёб                       | Skyscraper                          | техномагнат Цао Лонг Жи      |            |
| 2021 | Мортал Комбат                   | Mortal Kombat                       | Шан Цзун                     |            |

### Телесериалы
| Год       | Название на русском  | Название на английском  | Роль                  | Примечания      |
| --------- | -------------------- | ----------------------- | --------------------- | --------------- |
| 1994      |                      | Masters of the Sea      | неизвестно            |                 |
| 2000      |                      | AlterAsians             | Алекс                 | Мини-сериал     |
| 2012      | Грань                | Fringe                  | Нил Чун               | Making Angels   |
| 2012      | Последняя надежда    | Last Resort             | Чжэн Мин              |                 |
| 2013      | Стрела               | Arrow                   | Фрэнк Чен             | 4 эпизода       |
| 2013      | Чёрный список        | The Blacklist           | Ву Джин               | Wujing (No. 84) |
| 2013      | Серангун Роуд        | Serangoon Road          | Кэй Сон               |                 |
| 2014—2016 | Марко Поло           | Marco Polo              | Цзя Сыдао             |                 |
| 2015      | Трофеи перед смертью | The Spoils Before Dying | Сализар Васкес Делеон |                 |
| 2017      | Смертельное оружие   | Lethal Weapon           | детектив Генри Чо     |                 |